# 霞浦暴动
霞浦暴动，中国共产党方面又称红军围城或围攻松城，中国国民党方面称为土匪围城，是1934年1月闽变末期闽东红军在中国共产党福安中心县委领导下围攻霞浦县城、试图在霞浦城关（即长溪镇辖境，中华人民共和国成立后改称松城镇）建立苏区的军事行动，但最终以失败告终。:725
本次战役虽发生在中华共和国名义上的辖境内，但由于中华共和国对该地区并未实际控制，霞浦县政府的人员并未随着福建人民政府的成立而发生改组，实际上仍效忠于国民政府且持反共立场，且该战役伴随着国民革命军中央军队入闽攻打福建人民政府，实际上本次战争依旧属于国共两党争夺地盘的战争，而与中华共和国并无太大关系。

## 背景

### 中共闽东地方组织的建立与发展
1931年，在中共福州中心市委的指示下，陈铁民等中共党员在福安建立了福安中心县委，其后逐步在闽东地区建立起零散的农村自治机构（如“农会”）和武装割据政权（如“苏维埃政府”、“革命委员会”）。1932年9月，中共福安中心县委书记马立峰等人策划发动了“兰田暴动”，将兰田村民团消灭缴械，成功组建起闽东工农游击队第一支队，这也是闽东第一支成建制的武装力量。
1932年2月，马立峰被国民政府逮捕，接任中心县委书记的詹如柏将苏区扩大到周墩、福鼎等乡村地区。10月，第一支队和任铁锋领导的第五支队会合，并发动甘棠暴动。通过一系列的暴动，中国共产党在地方资源与武器资源（来自被消灭的民团、刀会）上都有了一定的基础。
1933年初期起，在叶飞、范浚的指导下，闽东山区依靠部分投共的大刀会法师，利用农民对刀会“刀枪不入”的迷信心理招募起忠于共产党的赤色红带会，同时，叶飞等人通过协商，与中立的大刀会达成互不侵犯的协定，共同约定联防支持政府军与地主的大刀会。在叶飞的争取下，成功建立起数千人的红带会队伍。在后来的围城战中，红带会成员便有三千多人，而游击队成员只有几十名。

### “闽变”、中央苏区的反应
1933年秋，国民政府决议发动对中央苏区的第五次剿共战争，驻扎在闽东的海军陆战队被调往闽西。11月，十九路军在福州发动“闽变”，宣告成立中华共和国，与中华苏维埃共和国签署了《反日反蒋的初步协定》，同时释放了一批中国共产党的干部人员，其中包括马立峰、范式人等闽东共产党干部。中共中央曾计划出兵福建以支持十九路军，但被博古否决。

### 赛岐暴动的成功
1933年底，詹如柏指示中共赛岐特支对当地海军陆战队展开“政治攻势”，当地民团团长径直逃往三都，将武器留在了赛岐。1934年1月1日，由詹如柏、曾志等人领导的游击队进入赛岐，在没有耗费一枪一弹的情况下便占领了赛岐镇。其时红军的计划是兵分两路，一路攻打赛岐，一路攻打霞浦，赛岐暴动的成功为红军增加了军事储备，也让红军更加有信心发起对霞浦的攻城战斗。

### 霞浦县城的防务空虚

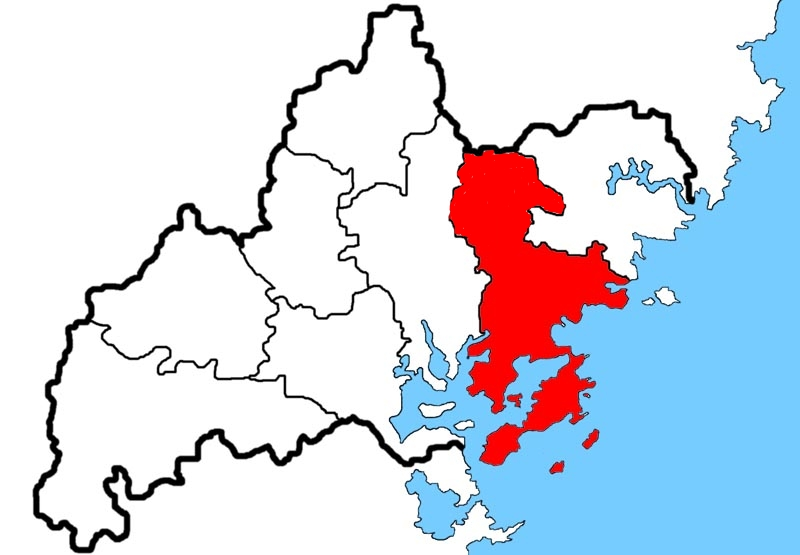
1933年的霞浦县辖区（含柘洋一带地区）

闽变后，仍忠于国民政府的国民革命军撤往宁德县的飞鸾等地，霞浦县城的防务出现重大空虚。
其时霞浦县城作为闽东原福宁府的政治中心，加之防备力量薄弱、1934年赛岐暴动的成功，中国共产党认为其有较大的攻打价值，遂于1934年1月5日突袭青皎乡（今盐田畲族乡青皎村），并迅速将当地的港口控制。其后霞浦红带总会占领了青皎、陈墩等杯溪沿岸的二百八十一个村庄，并开始积极准备攻打霞浦县城。:725

## 过程

### 第一次攻城战
1934年1月6日，依据中共福安中心县委在甘棠鹳里村扩大会议的决定，叶飞、任铁锋、施霖、詹建忠等人率领闽东游击队和红带队近2000人，自青皎乡、上西区和福安县上南区三个方向向霞浦县城发起进攻。任铁锋计划率军混入东门，出其不意将东门抢下，其后福安太康红带队和上西区的红带队在听到枪声的信号后向分别向西门、北门发动攻势，最终夺得县城控制权。但由于西翼未收到信号提前发动进攻导致目标暴露，红带队被发现后霞浦当局立即将城门关闭。保安队在城门上对城下的军队开枪射击，致一死一伤。太康红带队只得被迫撤离。
在北侧，由许旺率领的上西区红带队试图冲过护城河吊桥占据北门，却遭到保安队的阻击。保安队在火力掩护下撤回城中，并收起吊桥，切断红带队的退路。叶飞率领游击队前来增援，用火力压制城内守军，许旺则指挥队伍将攻城用的云梯架在护城河上，让队伍渡河，最终成功撤离。第一次攻城战就此全线失败。

### 红军的反思与第二次进攻计划
攻城失败后，以原游击队为基础新成立的闽东独立团在福安松罗岭召开会议，反思了第一次战斗的不足，决定增派内应潜入霞浦县城。第二次攻城以闽东红军独立团为主力，游击队、红带总队下的13支红带中队协同参战。与此同时，霞浦县长祝传钺调动沙塘、洪江、秋竹岗、下坪岗、三洲、石亭等村的大刀会600余人，将他们编入“义勇队”协助原守城军队与保安队协同守城，同时用沙袋将城门堵死。:725

### 第二次攻城战
1月18日清晨，叶飞、詹如柏等人率领独立团与游击队、红带队共4000人之众再次围攻霞浦县城。祝传钺将城内的3名内应捕获，又派人化装成乞丐逃出城门，向就近的国军正规军求救。由于提前做好了防卫措施，红军对各方向的城门都久攻不克。许旺、戴炳辉率领的上西区军队一度通过声东击西的方式打开一道缺口，但在守城军队的火力压制下未能成功登城。围城战打了三天三夜，红军仍未突破防守，随后红军得知国民革命军新十师派顾宏扬团即将抵达县城，安插在城内的内应也未发挥作用，遂悉数撤军。:726
撤军时，小南区红带队路经水坡岭被马洋村的大刀会60多人截击，但大刀会军队很快被红带队击溃。

## 战后影响
此次围城引起国军警觉。国军进驻县城后，联合刀会对苏区的多处红带队武装发动袭击，引发多起流血事件，在霞浦建立起的苏区也丢失了数地。但霞浦的广大农村还是被红军成功控制，相继建立了霞鼎、福霞、霞鼎泰等多处苏区，1934年2月更是以这些苏区为基础成立了闽东苏维埃政府。:726